# Sudhana
Sudhana is een acoliet van de bodhisattva Guanyin. Sudhana komt voor in boeddhistische soetra's, taoïstische heilige boeken en Chinese mythologieboeken. In het Boeddhisme wordt hij uitgebeeld als een jongetje met een oud-Chinees jongetjeskapsel. Sudhana wordt in Chinese tempels vrijwel altijd afgebeeld samen met Guanyin en het 'drakenmeisje' Long Nü.
De Sanskriet naam Sudhana wordt in het Chinees vertaald als 善财童子; traditioneel Chinees: 善財童子; pinyin: Shàncáitóngzǐ, wat 'weldadige jongen.'